# إدموند ألنبي

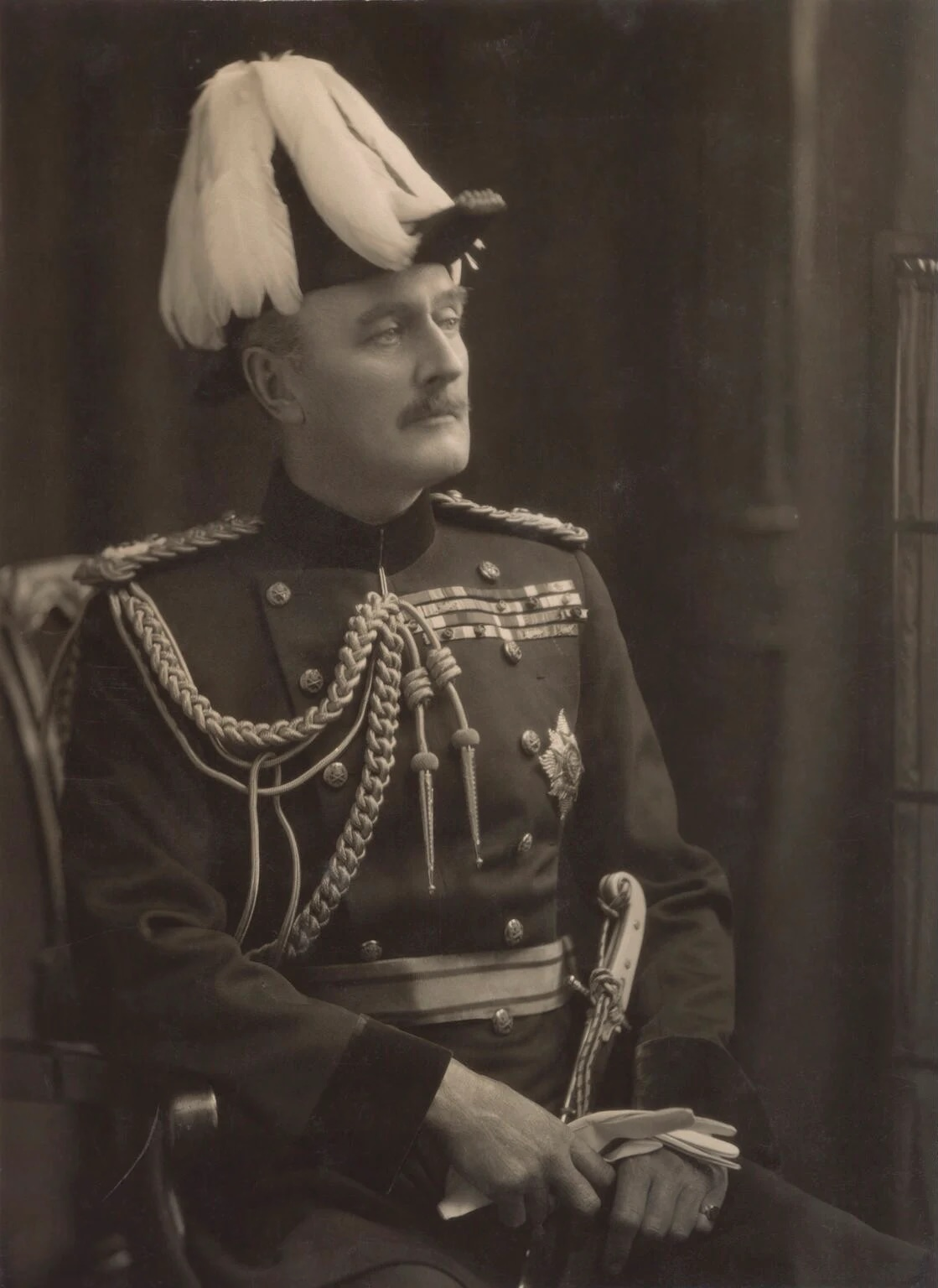
إدموند هنري هاينمان ألنبي

إدموند هنري هاينمان ألنبي (بالإنجليزية: Edmund Henry Hynman Allenby)، الفايكونت الأول اللنبي (23 ابريل 1861 - 14 مايو 1936) ضابط وإداري بريطاني، اشتهر بدوره في الحرب العالمية الأولى حيث قاد قوة التجريدة المصرية في الاستيلاء على فلسطين وسوريا عامي 1917 و1918.

## النشأة
ولد ألنبي في أسرة لها قدر من الثراء ذات ارتباط بالكنيسة الإنجيلية الشرقية في 23 أبريل 1861 وتخرّج من الكلية العسكرية الملكية في ساندهيرست 1881 وانضم إلى فرقة فرسان إنكلسينج السادس المتواجدة بأفريقيا حيث خدم لمدة 6 سنوات في بيتشو آنلاند والزولو لاند ثم التحق بعد ذلك بكلية الأركان في كامبرلي بإنجلترا وبعدها عاد إلى جنوب أفريقيا ليشارك في حرب البوير (1899 - 1902).

## الحرب العالمية الأولى

### مصر وفلسطين
أُرسل ألنبي إلى مصر ليكون القائد الأعلى لقوة التجريدة المصرية (Egyptian Expeditionary Force) في 27 يونيو 1917، ليحل محل السير أرشيبالد موراي. من أول أعمال اللنبي كان دعم جهود لورنس العرب بين العرب ب 20,000 جنيه استرليني في الشهر. بعد إعادة هيكلة قواته النظامية استطاع اللنبي النصر في معركة غزة الثالثة (31 أكتوبر - 7 نوفمبر 1917) وذلك بمفاجأة المدافعين عنها بهجومة على بير سبع.

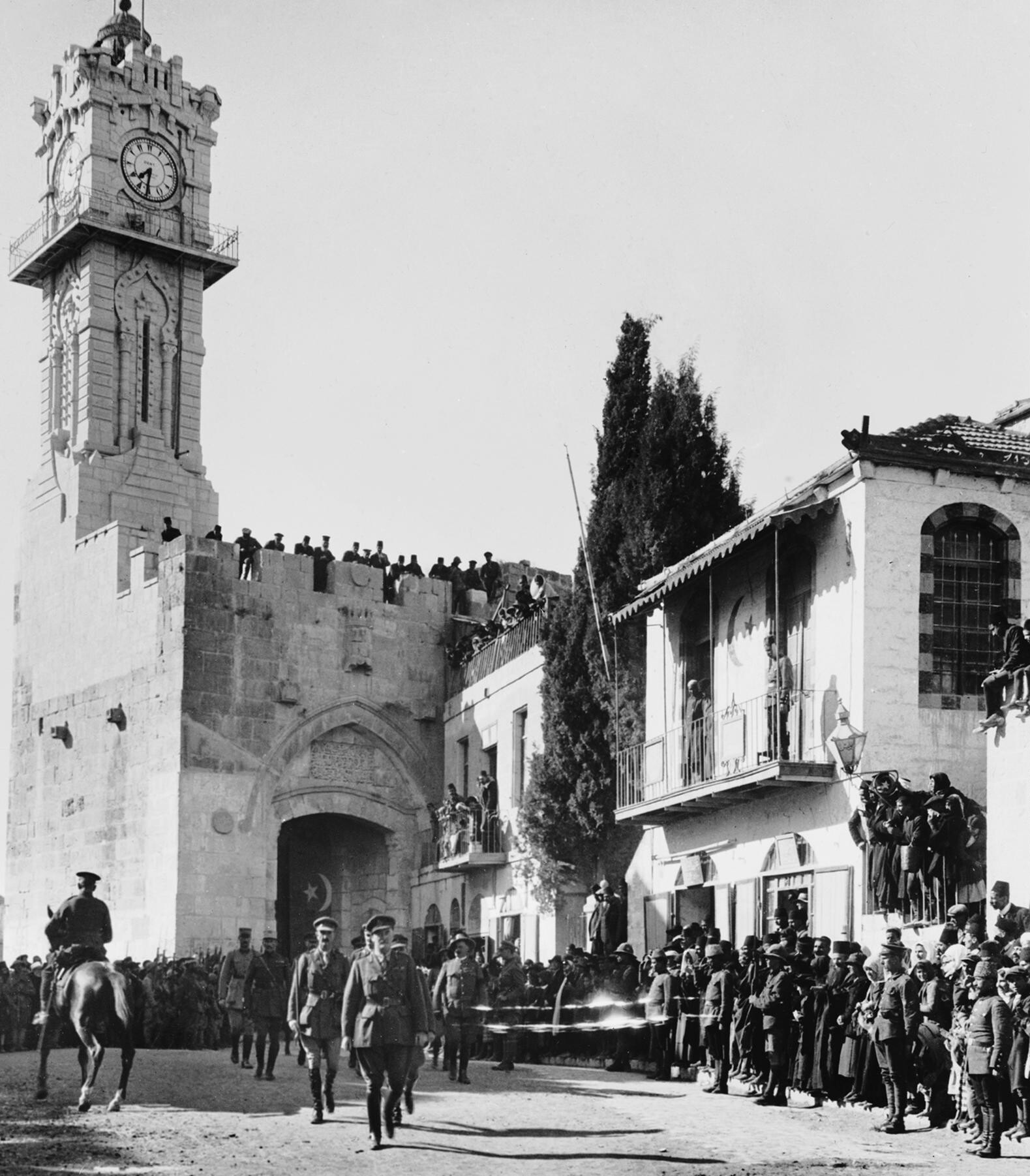
الجنرال المنتصر ألنبي يدخل القدس راجلاً إجلالاً للمدينة المقدسة في 11 ديسمبر 1917

### إعلان القدس

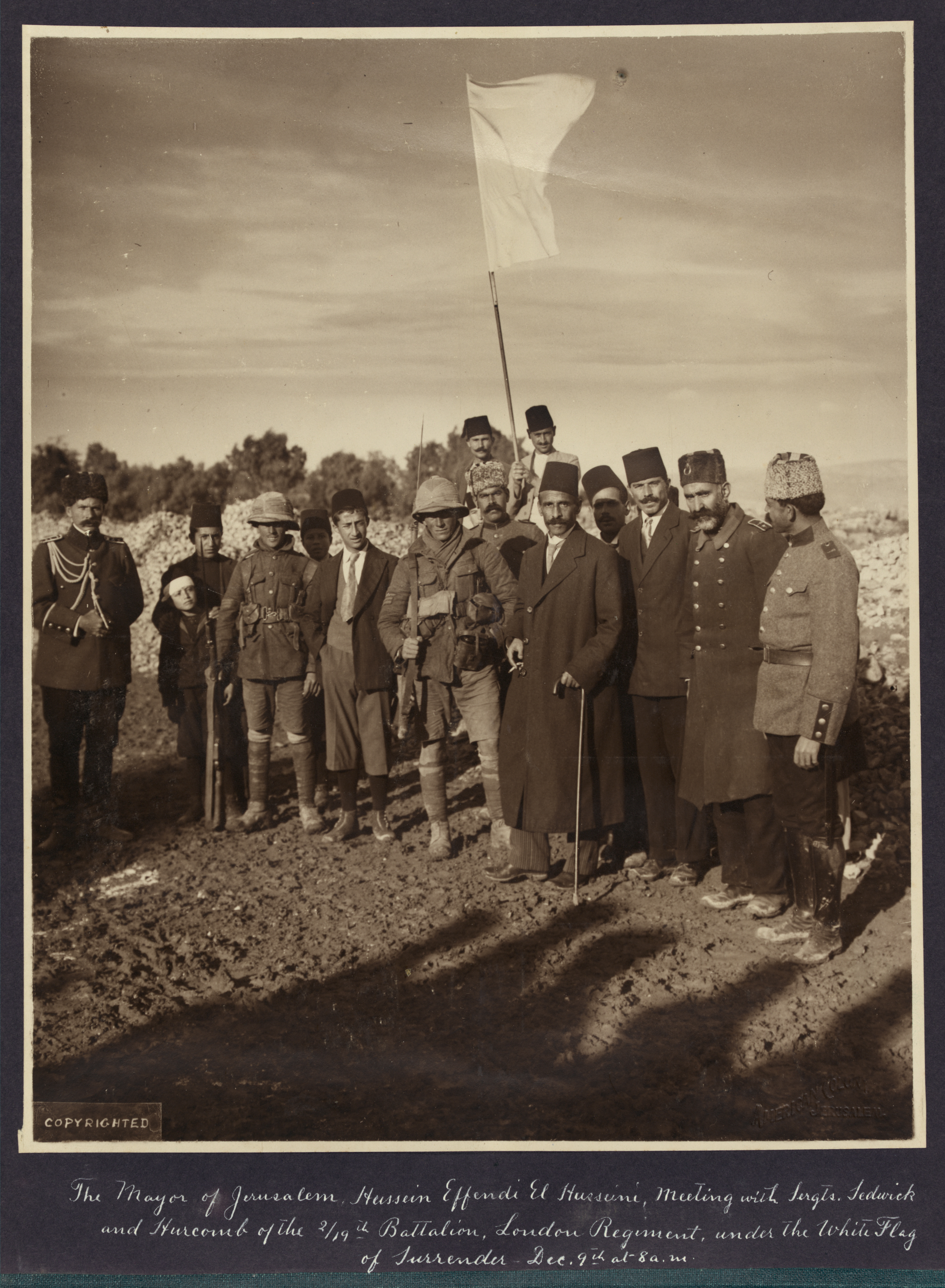
لحظات تسليم مدينة القدس للجنرال اللنبي

سقطت المدينة بعد معركة حامية الوطيس مع الوحدة العثمانية التي كانت تحمي المدينة بعد أن خسر العثمانيين مواقعهم الحصينة في جنوب فلسطين، لما أيقن المتصرف عزت بك، أن القدس لا محالة واقعة بيد الإنكليز قرر الانسحاب لكن الوحدات العثمانية رفضت ذلك، فقوبلت القوات الإنجليزية من العثمانيين بنيران حامية، وهاجمت مؤخرة الجيش العثماني في حركة يائسة الفرقة 60 البريطانية التي تسير على طريق نابلس بنيران شديدة إلى أن قامت بينهم وبين الإنكليز قتال بالسلاح الأبيض وكانت خسارة مؤخرة الجيش العثماني في هذه المعركة سبعين قتيلاً، كان القتال بدون جدوى، وقصارى القول إن المحاولات التي قام بها الأتراك يومي 2 و 3 من ديسمبر لأجل استرداد القدس فشلت، وقد اضطروا لمغادرتها فغادروها بعد أن قضوا فيها أربعمائة سنة على التمام 1517 – 1917.
عندما انسحب العثمانيين من القدس نهائيًا كانت السماء ماطرة. وكان يخيم على المدينة سحب قاتمة من الحزن والسكون بعد أن غابت عنها شمس الخلافة، بعد يومين دخل اللورد اللنبي القدس ماشيًا من باب الخليل، وقال كلمته المشهورة (الآن انتهت الحروب الصليبية)، وتم إهداء النصر إلى الأمة البريطانية في عيد الميلاد المجيد أما العرب فقد تحالفوا مع الإنجليز ليتحرروا من العثمانيين ويقيموا الدولة العربية الكبرى ولكن الإنجليز وحلفاؤهم الفرنسيين خذلوا العرب وخدعوهم وقاموا بتقاسم بلادهم وأعطوا وعد للحركة الصهيونية أن يعطوها فلسطين ليقيموا بها دولة لليهود.

## وفاته
بعد تقاعده 1925 عن العمل كمندوب سامي في مصر عاد إلى إنجلترا ممارسًا هواياته وقضى فترة وجيزة كرئيس جامعة أدنبرة وتوفي في 14 مايو 1936 عن عمر يناهز 75 سنة ودُفن في كنيسة وستمنستر.

## مقالات ذات صلة
- مسرح العمليات العربي
- جورج لويد

## روابط خارجية
- إدموند ألنبي على موقع IMDb (الإنجليزية)
- إدموند ألنبي على موقع الموسوعة البريطانية (الإنجليزية)
- إدموند ألنبي على موقع إن إن دي بي (الإنجليزية)